# 旭インターネット大学院大学
旭インターネット大学院大学（あさひインターネットだいがくいんだいがく）は、2006年に長野県長野市に開設予定であった大学院大学の名称。

## 概要
インターネットで全ての授業を配信し、家庭に居ながら受講できるという構想であった。大学院設置基準を満たしていなかったため文部科学省の認可が下りず、断念するという結果になった。

## 組織
以下の組織の設置を予定していた。
- 理工学研究科
  - 数理情報学専攻（修士課程・博士課程）